# Tihamér Tóth
Tihamér Tóth (ur. 14 stycznia 1889 w Szolnoku, zm. 5 maja 1939 w Budapeszcie) – biskup katolicki, kaznodzieja, duszpasterz młodzieży i studentów.
Był synem Mátyása i Anny z d. Prisztella. Miał czterech braci. Ojciec, adwokat, zmarł w 1895.
W 1906 uzyskał maturę w niższym seminarium w Egerze. Następnie studiował teologię w Budapeszcie, a także w Paryżu i Wiedniu. Uzyskał stopień doktora i został wyświęcony na kapłana w 1911.
Tuż po święceniach pracował jako wikary i katecheta, a w czasie I wojny światowej był kapelanem na froncie serbskim i rosyjskim. Ze względów zdrowotnych pełnił tę funkcję jedynie do 1915.
Następnie był prefektem budapeszteńskiego seminarium, a w 1924 habilitował się. W 1931 został rektorem seminarium.
1938 został biskupem koadiutorem w Veszprémie, a po śmierci bp. Nándor Rotta stanął na czele tej diecezji (3 marca 1939).
Zmarł w wyniku komplikacji operacyjnych 5 maja 1939.

## Publikacje
- Młodzieniec z charakterem: listy do moich studentów, przeł. E. Esterhazy, Kraków: Wydawnictwo Księży Jezuitów, Druk. „Przeglądu Powszechnego”, 1933 (i nast. wyd.), z przedmową Elżbiety Esterhazy.
- Chrystus i młodzieniec: listy do moich studentów, przeł. E. Esterhazy, Kraków: Wydawnictwo Księży Jezuitów, Druk. „Przeglądu Powszechnego”, Kraków, 1935 (i nast. wyd.), z przedmową Elżbiety Esterhazy.
- Religia w życiu młodzieńca, przeł. E. Esterhazy, Kraków: Wydawnictwo Księży Jezuitów, 1936 (i nast. wyd.), z przedmową Elżbiety Esterhazy.
- Z tajników przyrody, przeł. E. Esterhazy, Warszawa: Wydawnictwo Księży Jezuitów, 1939 (i nast. wyd.).
- Małżeństwo chrześcijańskie, przeł. R. Oleár, Warszawa, 2001.

## Literatura
Wstęp, [w:] bp Tihamér Tóth, Małżeństwo chrześcijańskie, przeł. R. Oleár, Warszawa 2001, s. 5–6.